# Sven Jöckel
Sven Jöckel (* 1977 in Lich) ist ein deutscher Kommunikationswissenschaftler.

## Leben
Von 1998 bis 2004 studierte er Kommunikationswissenschaft an der Universität Hohenheim und erwarb sie von 2001 bis 2002 den Master in Film and Television Studies an der Dublin City University. Nach der Promotion 2008 zu Erfolgsfaktoren digitaler Spiele war er von 2009 bis 2013 Juniorprofessor Digitale Medien (Universität Erfurt). Seit 2013 ist Professor für Kinder- und Jugendmedien in Erfurt.
Seine Forschungsschwerpunkte sind Nutzung, Wirkung und Ökonomie von digitalen Medien, insbes. digitalen Spielen, empirische Kinder- und Jugendmedienforschung, Mobile Privacy und Medien und Moral.

## Schriften (Auswahl)
- Spielend erfolgreich. Der Erfolg digitaler Spiele im Spannungsfeld ökonomischer, technologischer und nutzungsbezogener Aspekte. Wiesbaden 2009, ISBN 978-3-531-16358-1.
- als Herausgeber mit Nico Hesser: Trendsetter, Innovatoren, Studentenbudget? Eine Mehr-Methoden-Studie zur Werbung und Produktpräferenzen bei Studierenden. Ilmenau 2010, ISBN 978-3-939473-70-1.
- mit Leyla Dogruel und Ilka Siegmund: Von Fritz und Fertig zu Counter-Strike. Eine explorative Studie zur Präferenz für nicht altersgemäße Computerspiele im Medienverbund bei Acht- bis Zwölfjährigen. Ilmenau 2015.
- Computerspiele. Nutzung, Wirkung und Bedeutung. Wiesbaden 2018, ISBN 3-658-16016-0.